# Ернст Костянтин Львович
Костянтин Львович Ернст (нар. 6 лютого 1961, Москва) — радянський і російський медіаменеджер, пропагандист, продюсер, сценарист, телеведучий. Генеральний директор «Першого каналу» Росії (з 6 жовтня 1999 року).

## Біографія

### Ранні роки, освіта, робота в науці
Батько — радянський біолог Лев Ернст, віце-президент Російської академії сільськогосподарських наук (РАСГН), займався генетикою, біотехнологією, селекцією сільськогосподарських тварин, а також питаннями клонування. Мати — фінансовий працівник Світлана Нілівна Голевінова.
Дитинство і юні роки Ернст провів у Ленінграді, де його батько був призначений керівником нового наукового центру. Він закінчив середню школу № 35 на Василівському острові. У 1983 році закінчив зооінженерний факультет Московської сільськогосподарської академії імені К. А. Тімірязєва. У дитинстві Костя захоплювався живописом, зокрема, творчістю радянського художника-авангардиста Олександра Лабаса.
Отримавши освіту, Ернст працював у НДІ, де також був секретарем комсомольської організації, в 25 років захистив кандидатську дисертацію на тему «Динаміка дозрівання месенджер-РНК при дозріванні ооцитів ссавців in vitro» і отримав пропозицію престижного дворічного стажування в Кембриджському університеті. До цього моменту Ернст вже думав про закінчення академічної кар'єри, щоб реалізувати дитячу мрію про роботу в кінематографі, тому він подав заяву про відставку і незабаром повернувся в Москву. Новим місцем роботи Ернста стало творче виробниче об'єднання «Відеофільм», першою великою роботою — документальна кінострічка «Радіо тиші», присвячена прем'єрі першого студійного альбому Бориса Гребенщикова Radio Silence.

### «Взгляд», 1988—1989
В інтерв'ю журналу «Афіша» в рамках проекту «Історія російських медіа 1989—2011» Ернст розповідав, що в 1988 році познайомився з Олександром Любимовим на дружній зустрічі, на якій той і запропонував йому спробувати себе в телепрограмі «Взгляд» (укр. Погляд), яку випускала головна редакція Для дітей і молоді Центрального Телебачення Держтелерадіо СРСР. У «Взгляді» Ернст пропрацював близько двох років, виступаючи інтерв'юером, сценаристом і режисером.
У книзі «„Погляд“ — бітли перебудови» його колега Євген Додола розповідав, що можливість спробувати себе в якості режисера Ернст отримав, домовившись з «Відеофільмом» про надання устаткування для монтажу і відеокамер Betacam SP для відрядження (на той момент найсучасніших: в телецентрі «Останкіно» таке обладнання було доступно тільки співробітникам програми «Час»). Це переконало керівництво «Взгляду» дати молодому співробітникові шанс, який той виправдав.
Крім того, в 1989 році Ернст зняв короткометражний ігровий фільм Homo Duplex і музичний відеокліп на пісню «Аеробіка» з альбому «Шостий лісничий» групи «Аліса», прем'єра якого відбулася в ефірі «Взгляду».

### «Матадор», 1990—1998
У 1989 році заступник головного редактора молодіжної редакції Центрального Телебачення і керівник «Взгляду» Анатолій Лисенко запропонував Ернсту почати працювати над власною передачею. Перший випуск «Матадора» вийшов в ефір у січні 1991 року — це була передача, присвячена культурі, значущим подіям і творчим людям. Темами випусків ставали Венеціанський кінофестиваль, зйомки фільму «Апокаліпсис сьогодні», життя і творчість кутюр'є Пако Рабана, творця рекламних кампаній Benetton Олівьєро Тоскані , шансоньє Сержа Генсбура, кіноактриси Мерилін Монро, режисерів Жана-Люка Годара, Віма Вендерса і Райнера Вернера Фассбіндера.
Ернст поєднував ролі сценариста, ведучого, режисера і продюсера, експериментував з подачею матеріалу і іноді перевтілювався в героїв випуску.
«Матадор» виходив з 1991 по 1995 рік, спершу на Першій програмі Центрального телебачення, потім на 1-му каналі «Останкіно» та каналі ОРТ. З 1990 по 1992 рік передачу випускала створена колишніми співробітниками «Погляду» телекомпанія «BID» (Взгляд і другие), після — продюсерський центр «Майстер TV», заснований Ернстом спільно з Леонідом Парфьоновим та Ігорем Угольніковим. Останній телевізійний випуск передачі був присвячений Венеціанського карнавалу, зйомки проходили у Венеції 1 березня 1995 року. Увечері після зйомок групі повідомили по телефону, що в Москві був убитий колишній співробітник «Погляду», співзасновник «ВИDа» і генеральний директор ОРТ Владислав Лістьєв. В ефір венеціанський випуск «Матадора» потрапив в травні 1995-го.
Після закриття передачі Ернст перезапустив «Матадор» у форматі глянцевого журналу про культуру і мистецтво, над яким разом з ним працювали Ілля Осколков-Ценципер, Олександр Роднянський і Геннадій Йозефавічус. Журнал виходив з 1995 року по грудень 1998 року, всього було випущено близько 25 номерів. Згодом видання часто характеризували як приклад інтелектуального, богемного і некомерційного «глянцю».

### Генеральний продюсер ОРТ, 1995—2001
У книзі «Влад Листьев. Поле чудес в стране дураков» Євген Додолєв зазначав, що в 90-ті роки Ернст був єдиною людиною, до якого Лістьєв прислухався у професійних питаннях. Сам Ернст розповідав, що напередодні приватизації ОРТ на прохання Лістьєва готував концепцію нового телеканалу і що Лістьєв пропонував йому посаду заступника генерального директора — але Ернст все ще розраховував піти з телебачення в кіно і відповів відмовою. Після приватизації телеканалу Лістьєв і Ернст разом з Андрієм Разбашем і Кирилом Ігнатьєвим (який став згодом заступником генерального директора) займалися мережею і творчими проектами ОРТ. Зборами акціонерів 25 січня 1995 року Лістьєв був призначений першим генеральним директором ОРТ.
Через трохи більше місяця, ввечері 1 березня, Лістьєв був убитий в під'їзді власного будинку. Кандидатура нового генерального директора викликала розбіжності серед акціонерів, оскільки, згідно із статутом, потрібен консенсус усіх власників міноритарних пакетів (49 % телеканалу належало приватним особам, 51 % знаходився у власності держави). Один з основних міноритаріїв каналу Борис Березовський запропонував посаду гендиректора Ернсту, з яким його познайомив Валентин Юмашев, але телеведучий відповів відмовою — в інтерв'ю, присвяченому 20-річчю з дня смерті Лістьєва, Ернст пояснив, що тієї весни планував почати зйомки власного фільму на Мосфільмі. Однак через кілька місяців він змінив рішення і погодився зайняти тільки що створену в штаті керівництва ОРТ посаду генерального продюсера, а згодом пояснив свій вибір падінням якості телепродукції при новому керівництві, в яке увійшли люди, що раніше не мали відношення до телевиробництва.
Очоливши продюсерську раду в червні 1995 року, Ернст отримав можливість визначати програмну політику ОРТ і почав реорганізацію, яка торкнулася як сітки мовлення, так і відносин телеканалу з постачальниками телевізійних програм. Зокрема, ОРТ відмовився від продовження укладених раніше домовленостей про пакетне придбання телепрограм у Асоціації незалежних телевиробників, встановив власну цінову політику і заснував дочірню телевиробничу компанію. Введений Ернстом підхід до формування сітки мовлення почав враховувати аудиторію, яку ОРТ планував переманювати у інших каналів в конкретний час доби. Ернст також залучив на посаду продюсера по кінопрограмам колишнього наукового співробітника Державного центрального музею кіно та Інституту мистецтвознавства, що читав лекції з киноведению у Вдіку, Нью-Йоркському університеті та на Вищих курсах сценаристів і режисерів Анатолія Максимова, з яким співпрацював у «Матадорі». Разом з Максимовим він розробив для ОРТ концепцію кінопоказу.
Вже на посаді генерального продюсера, в 1995 і 1996 роках Ернст виступив продюсером серії соціальних рекламних відеороликів «Російський проект», знятих Денисом Євстигнєєвим. У 1995—1997 роках разом з Леонідом Парфьоновим Ернст придумав формат новорічного музичного телефільму «Старі пісні про головне» та виступив сценаристом і співпродюсером циклу цих телевізійних шоу. Згодом новорічні шоу з рімейками популярних пісень радянської естради стали для ОРТ традиційним форматом новорічного ефіру. У 1996 році Ернст став дійсним членом Академії російського телебачення і наступні два роки вів церемонії вручення заснованої академією телевізійної премії «ТЕФІ». Сам він вперше став лауреатом премії в 1998 році за продюсерську роботу над третьою частиною «Старих пісень про головне».

### Генеральний директор ОРТ і «Першого каналу», з 1999 року
Після відставки Ігоря Шабдурасулова, очолював ОРТ з жовтня 1998 року, 3 вересня 1999 року Ернст став тимчасово виконуючим обов'язки генерального директора телекомпанії, зберігши посаду генерального продюсера. За рекомендацією Шабдурасулова, пропозиції Президента Російської Федерації Бориса Єльцина і при підтримці Березовського збори акціонерів телекомпанії 6 жовтня 1999 року призначили Ернста новим генеральним директором ОРТ. Він продовжував суміщати обов'язки генерального директора і генерального продюсера до липня 2001 року, коли новим генеральним продюсером ОРТ став Олександр Файфман.
На момент призначення Ернста генеральним директором, Березовський фактично контролював інформаційну політику телеканалу через Дирекцію інформаційних програм, яку влітку очолила лояльна йому Тетяна Кошкарьова. Після початку серйозних розбіжностей між Березовським і новим президентом Російської Федерації Володимиром Путіним, бізнесмен був позбавлений важелів впливу на тележурналістів і продав свій пакет акцій Роману Абрамовичу, і незабаром канал покинули всі близькі Березовському менеджери. У свідченнях, даних у Високому суді Лондона в рамках обговорення позову Березовського до Абрамовича в 2011 році, колишній глава Адміністрації президента Олександр Волошин стверджував, що метою тиску на Березовського в 2000 році було звільнення генерального директора каналу від його неформального впливу. За словами Волошина, після цього «Ернст сам все розставив по своїх місцях».

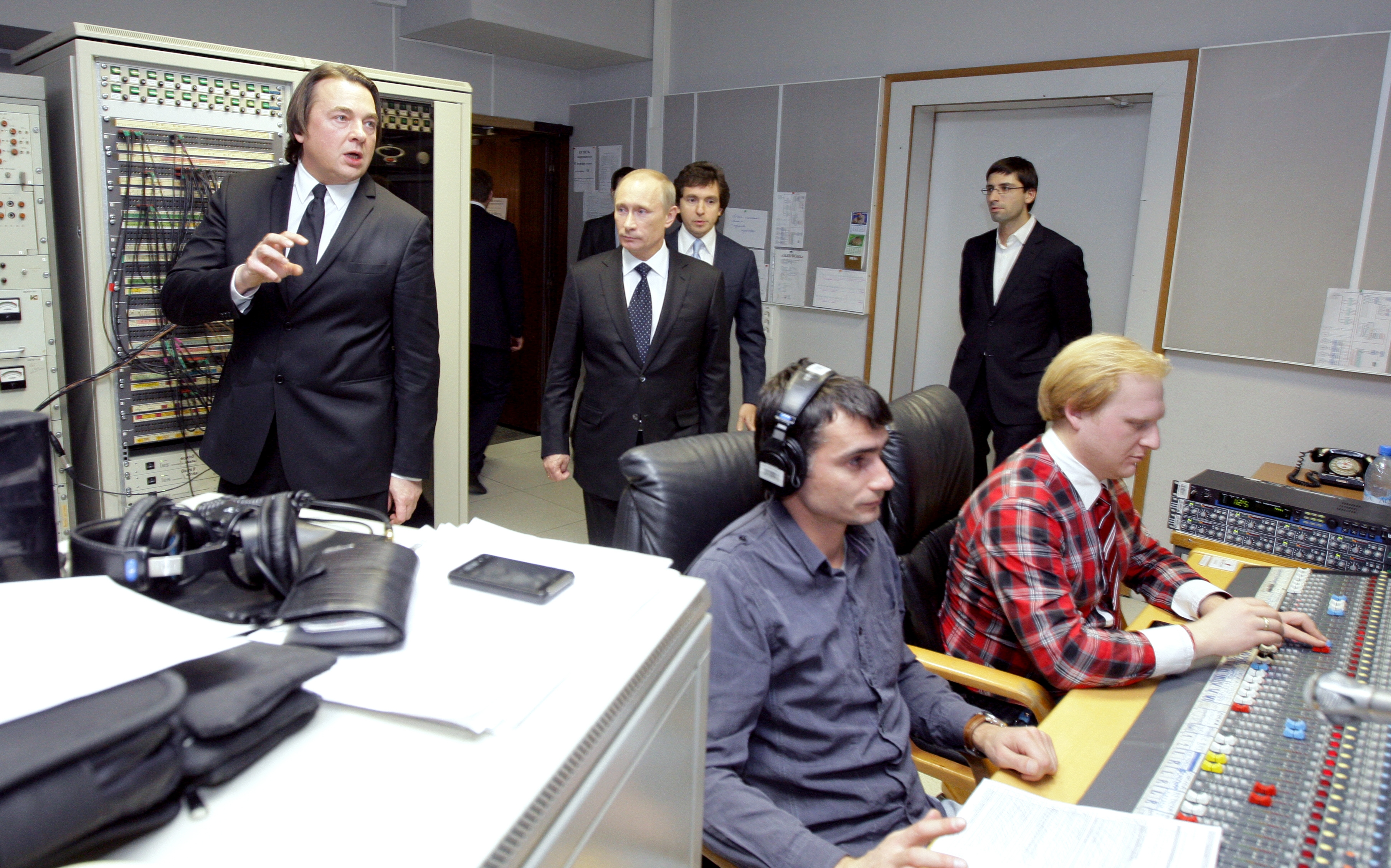
Костянтин Ернст показує Володимиру Путіну апаратну Першого каналу, 2011 рік

За ініціативою Ернста 29 липня 2002 року річні збори акціонерів ОРТ проголосувала за повернення телеканалу історичної назви «Перший канал». Ернст мотивував зміну назви невідповідністю правового статусу каналу поняттю суспільного телебачення. Право на торговельну марку ОРТ збереглося за ВАТ «Перший канал», Ернст розглядав можливість зробити її майданчиком для відпрацювання нових проектів і участі в конкурсах на мовлення на дециметрових хвилях.
У 2002 році «Перший канал» запустив власну службу вимірювання телеаудиторії, що використовує телефонні опитування для збору інформації про телеперегляди — на 2013 рік вона проводила близько 11 тисяч інтерв'ю в день, збираючи інформацію про перегляди 29 телеканалів в Москві і Московській області.

### Інше
Протягом багатьох років Ернст займає пост голови журі Вищої ліги КВН — однієї з популярних передач «Першого каналу».
Навесні 2016 року було прийнято рішення РНБО, згідно з яким Ернсту та 16 інших журналістам, редакторам та керівникам ЗМІ було заборонено в'їзд на територію України.
У грудні 2022 року проти Ернста та низки інших росіян за підтримку війни проти України було введено персональні санкції у Новій Зеландії.

## Громадська діяльність

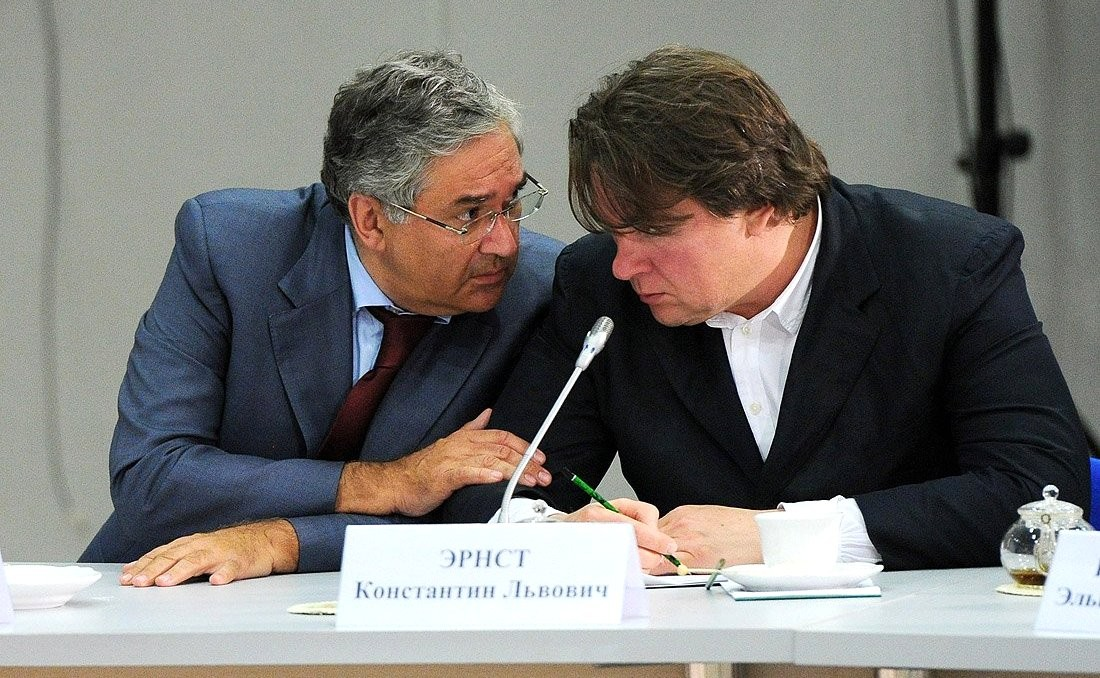
Костянтин Ернст, генеральний директор ВГТРК Олег Добродєєв на нараді з питань розвитку вітчизняного кінематографа 2013 рік

Церемонії відкриття та закриття XXII Олімпійських Зимових ігор
У 2014 році Ернст виступив креативним продюсером і автором сценаріїв церемоній відкриття і закриття зимових Олімпійських ігор в Сочі. В інтерв'ю він розповідав, що в 2011 році разом з художником-постановником Георгієм Ципіним і режисером-постановником Андрієм Болтенко надіслав сценарій на конкурс, оголошений оргкомітетом «Сочі 2014», а журі обрало їх сценарій з числа запропонованих. За словами продюсера Андрія Насоновського, якого Ернст запросив на посаду генерального директора спеціально створеного Агентства з проведення церемоній, Ернст взяв на себе повне керівництво робочим процесом і всі супутні ризики. Під його началом над виставою працювали 12 тисяч осіб з різних країн. Спеціально для церемонії відкриття були внесені зміни в проект олімпійського стадіону Фішт: над відкритим полем був зведений купол, на перекриттях якого монтувалися конструкції для підйому людей і об'єктів у повітря.
Внесок Ернста у підготовку церемоній був відзначений державою і творчою спільнотою. У березні 2014 року президент Росії Володимир Путін вручив Ернсту орден «За заслуги перед Вітчизною» II ступеня. У вересні журнал GQ присвоїв йому звання «Людини року» і «Продюсер року», а проект «Сноб» вручив премію «Зроблено в Росії — 2014». Сама церемонія була удостоєна гран-прі національної премії «Подія року», російської загальнонаціональної телевізійної премії «Тефі», чотирьох номінацій на «Еммі» і однієї нагороди за світлове оформлення. У квітні 2015 року стало відомо, що оргкомітет XXIII зимових Олімпійських ігор у Пхенчані запросив Ернста на роль консультанта в підготовці церемоній відкриття і закриття зимових Олімпійських ігор 2018 року.

## Особисте життя
Костянтин Ернст ніколи не був офіційно одружений.
Його першим неформальним шлюбом стали відносини з театральним критиком Ганною Силюнас, дочкою Відаса Силюнаса, доктора наук та завідувача кафедрою зарубіжного театру школи-студії МХАТ.
З 1998 року по 2010 рік Ернст перебував у своєму другому неформальному шлюбі з російським підприємцем Ларисою Синельщиковою. Незважаючи на твердження деяких російських ЗМІ, що називають у своїх публікаціях Синельщикову не інакше, як «дружина Ернста», їхні стосунки ніколи не були офіційно зареєстровані як шлюб.
21 липня 2014 року російська версія журналу Tatler повідомила своїм читачам, що «Костянтин Ернст остаточно затвердив юну подругу в офіційній програмі своїх світських виходів», додавши, що Софія Павлівна Заїка (нар. 12 квітня 1988), «екс-співробітниця модного будинку Ulyana Sergeenko зі зрозумілою з готовністю змінила ненудні вечірки і сміливі фотосети на культурні раути і боязкі, ледве чутні судження з-за плеча телевізійного титану».
Про початок відносин між Заїкою і Ернстом в російських телевізійних колах стало відомо ще в середині 2013 року. До нього Софія Заїка зустрічалася з Федором Бумером, більш відомим, як Кто DJ. Раніше в числі її прихильників був також помічений фотограф Тимофій Колесніков.
31 жовтня 2016 року на «Першому каналі» почався прем'єрний показ телесеріалу «Таємнича пристрасть», в якому Софія Заїка зіграла роль Марі Ежен (Марини Владі).
22 липня 2017 року ряд російських ЗМІ повідомив про те, що Костянтин Ернст одружився з Софією Заїкою, проте документальних підтверджень офіційної реєстрації цього шлюбу немає.

### Діти
У Костянтина Ернста 3 дочки — Олександра народилася в 1994 році в цивільному шлюбі з Ганною Силюнас, нині проживає в Нью-Йорку, США, а також 2 дочки від Софії Заїки, Еріка і Кіра, які народилися в 2016 і 2017 роках..

## Критика
- Ряд російських ЗМІ у своїх публікаціях стверджують, що Костянтин Ернст «відноситься до каналу як до своєї вотчини», при цьому «Ернст ніколи не говорить про гроші відкрито і прямо, але кожному, хто приходить до нього зі своїм проектом, стає зрозуміло: ділитися „пирогом“ доведеться», а «перше питання, яке він ставить, коли розглядає можливість запуску того чи іншого проекту на каналі — що він буде з цього мати»[91].
- 10 лютого 2016 року оглядач «Нової газети» Слава Тарощина у своїй статті, присвяченій 55-річчю Костянтина Ернста, з іронією звернула увагу на те, що «до нього в Останкіно не прибув особисто Володимир Путін, як це сталося п'ять років тому», а «Катя Андрєєва не зачитувала стерильним голосом привітань від президента через їх відсутність», завершивши її словами «у 50-річного Ернста був в особистому загашнику десяток першокласних проектів на чолі з хітом „Прожекторперісхілтон“, а у 55-річного Ернста є хіба що балансуючий на грані Ургант»[92].
- У вересні 2017 року ведучий телеканалу «Росія-1» Володимир Соловйов заявив в інтерв'ю, що жарт Івана Урганта про те, що «солов'їний послід» — це хороша назва для шоу на каналі «Росія»", який прозвучав в ефірі «Першого каналу», був не спонтанним, а спланованим, і пролунав з схвалення саме Костянтина Ернста[93]. «Наїзд був по телевізору! При цьому на Москву-то я свою відповідь не поставив. А Ваня вийшов по всім „орбітам“. Видно, хтось боляче переживає відхід ряду ведучих з Першого каналу на телеканал „Росія“. Тут Ургант — засіб», — аргументував свою позицію Соловйов, додавши, що «зазвичай на телебаченні так не роблять» і що «це оголошення війни»[94].
- У вересні 2017 року директор по контенту російського оператора цифрового телебачення «Триколор ТБ» Михайло Горячев[95] заявив, що в даний час дистрибуцією контенту як і раніше називається ситуація, коли Костянтин Ернст «вливає в абонентів те, що вважає за потрібне» через телеканали, і висловив припущення, що в майбутньому подібна дистрибуція контенту буде здійснюватися безпосередньо, а не через посередника[96].

## Санкції
Костянтин Ернст — генеральний директор «Першого каналу Росія» — однієї з найбільших російських медіакомпаній, яка вже багато років використовується російською владою з метою пропаганди. На цій посаді він відповідає за організацію та розповсюдження антиукраїнської пропаганди. Він також є одним із провідних бізнесменів, зайнятих у секторах економіки, які забезпечують суттєве джерело доходу уряду Росії, який несе відповідальність за анексію Криму та дестабілізацію України.
25 лютого 2023 року доданий до санкційного списку Євросоюзу.
6 березня 2022 року до санкційного списку Канади.
28 лютого 2022 року доданий до санкційного списку Швейцарії.
19 жовтня 2022 року доданий до санкційного списку України.

## Нагороди та звання

### Державні

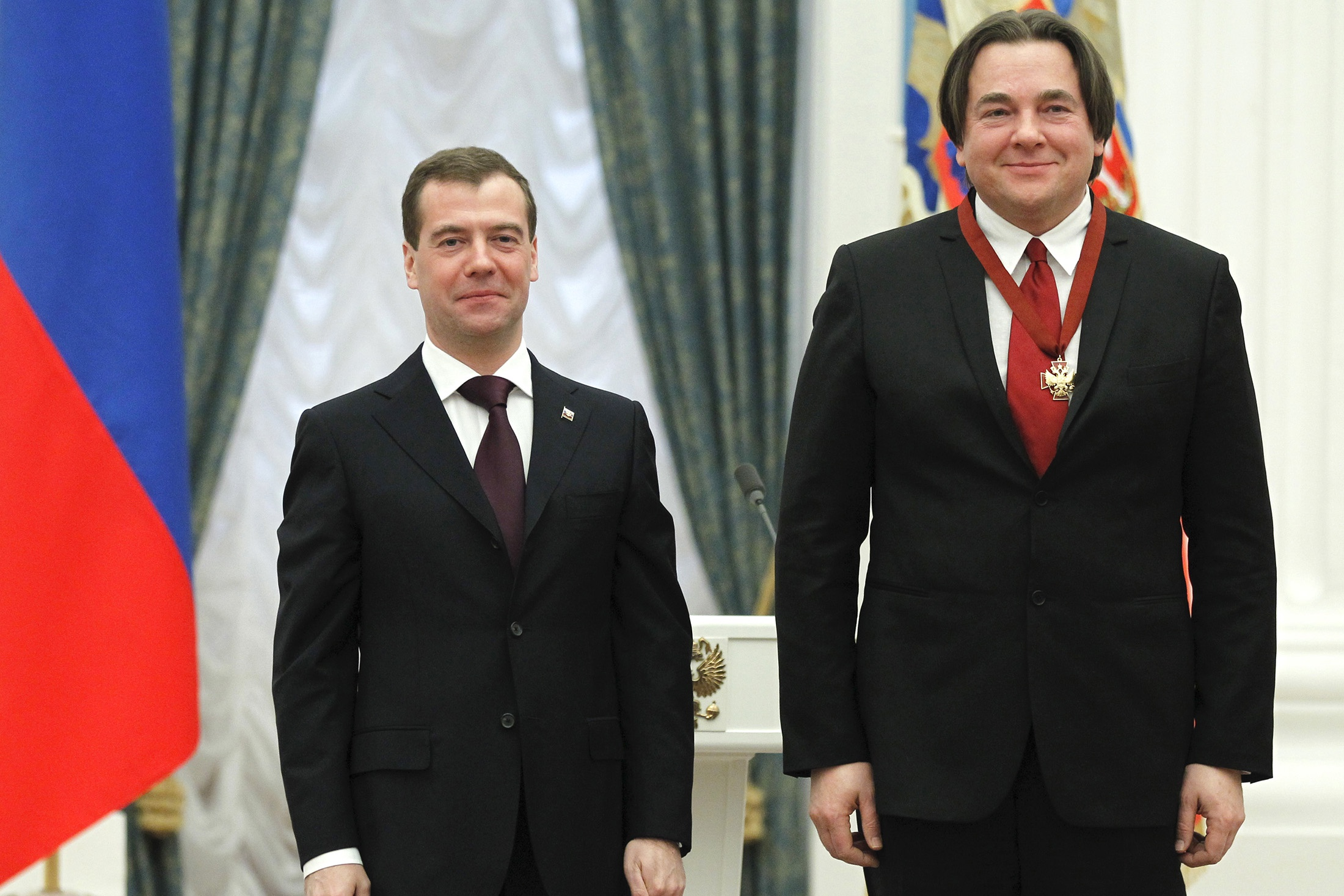
Дмитро Медведєв нагороджує Ернста орденом «За заслуги перед Вітчизною» III ступеня. 21 лютого 2011 року

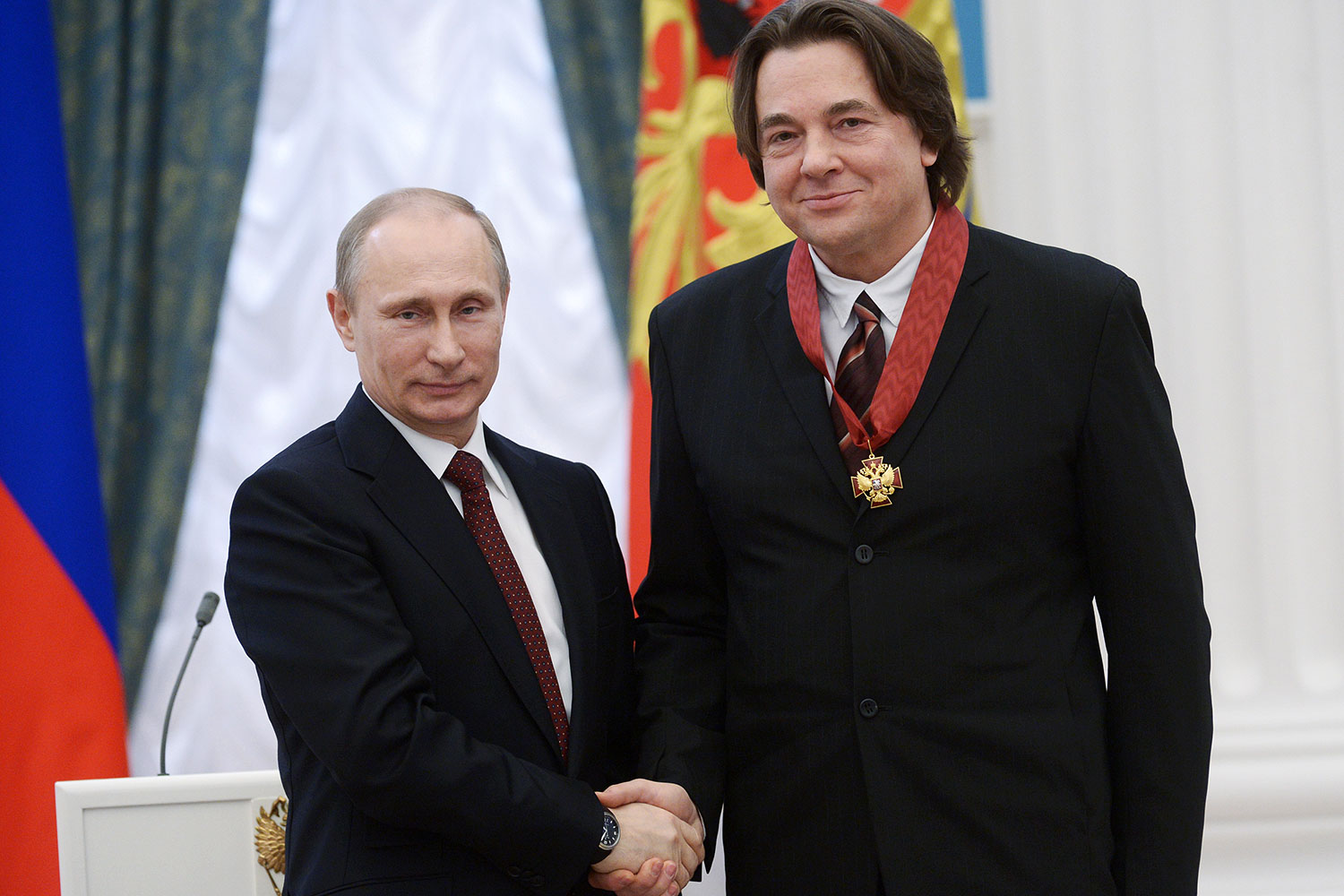
Володимир Путін нагороджує Ернста орденом «За заслуги перед Вітчизною» II ступеня. 24 березня 2014 року

- Орден «За заслуги перед Вітчизною» IV ступеня (27 листопада 2006 року) — за великий внесок у розвиток російського телерадіомовлення та багаторічну плідну діяльність[102]
- Почесна грамота Президента Російської Федерації (9 грудня 2009 року) — за активну участь у підготовці та проведенні конкурсу естрадної пісні «Євробачення-2009» в Москві[103]
- Орден «За заслуги перед Вітчизною» III ступеня (7 лютого 2011 року) — за великий внесок у розвиток вітчизняного телебачення і багаторічну плідну діяльність[104]
- Почесна грамота Уряду Російської Федерації (4 лютого 2012 року) — за заслуги в розвитку вітчизняного телебачення та плідну творчу діяльність[105]
- Орден «За заслуги перед Вітчизною» II ступеня (24 березня 2014 року) — за великий внесок в організацію підготовки та проведення XXII Олімпійських і XI Паралімпійських зимових ігор 2014 року в Сочі та забезпечення успішного виступу збірних команд Росії[106]
- Медаль «Учаснику військової операції в Сирії» (17 квітня 2016 року) — за високий професіоналізм та об'єктивність у висвітленні військової операції в Сирійській Арабській Республіці[107]
- Премія Уряду Російської Федерації в галузі ЗМІ (13 грудня 2017 року) — за організацію трансляції військово-морського параду в Санкт-Петербурзі, приуроченого до Дня військово-морського флоту[108]
- Подяка президента Російської Федерації (23 квітня 2008) — за інформаційне забезпечення та активну громадську діяльність щодо розвитку громадянського суспільства в Російській Федерації[109].
- Орден Дружби (25 грудня 2008 року) — за «об'єктивне» висвітлення подій у період війни проти Грузії в серпні 2008 року"[110]
- Орден Достик 2 ступеня (Казахстан)[111]
- Подяка президента Російської Федерації (30 травня 2018 року) — за активну участь в суспільно-політичному житті російського суспільства[112]

### Професійні
- Нагорода фестивалю «Кинопресса-92» в номінації «Найкраща книга, публікація, теле — чи радіопередача про кіно» (13 січня 1993 року) — за передачу «Матадор»[113]
- Премія «ТЕФІ» в номінації «Краща продюсерська робота» (24 травня 1998 року) — за музичний фільм «Старі пісні про головне-3»[114]
- «Приз преси» Першого відкритого російського конкурсу реклами за видатний приклад соціальної реклами останніх років" і приз журналу «Реклама» (1999 рік) — за ролики серії «Російський проект»
- Премія ТЕФІ" в номінації «Краща продюсерська робота» (2000 рік) — за телесеріал «Убивча сила»[115]
- Премія «ТЕФІ» в номінації «Продюсер фільму/серіалу» (20 вересня 2010 року) — за телесеріал «Школа»[116]
- «Медаль честі» на телеринку в Каннах (9 квітня 2014 року) — за роботу сценариста церемоній відкриття і закриття Олімпійських ігор в Сочі, успішні проекти «Першого каналу», за продюсерську діяльність з виробництва теле — і кінофільмів, роботу з виробництва російських версій міжнародних форматів телепрограм[117]
- Премія «ТЕФІ» в номінації «За особистий внесок у розвиток російського телебачення» (2014)

### Інші
- Національна премія «Дарін» Російської Академії бізнесу та підприємництва (2001 рік)[118]
- Премія «Людина року» журналу GQ у номінації «Відкриття року» (спільно з Анатолієм Максимовим) — за продюсерську роботу над фільмом «Нічний дозор»[119]
- Орден «В ім'я Росії» та нагороднийої кортик (14 травня 2006 року)[120]
- Антипремія «Абзац» в номінації «Почесна безграмота» з формулюванням (16 березня 2007 року) — як фізичне втілення найбільшої рейтингової частки телебачення, що оглупляє просту людину, відриває його від книги і читання, від будь-якого вияву культури[121]
- Премія журналу GQ у номінаціях «Людина року» і «Продюсер року» (2009 рік) — за повернення «Першого каналу» освіченої і забезпеченої аудиторії і за участь у проведенні конкурсу «Євробачення» в Москві[122][123]
- Премія журналу GQ у номінаціях «Людина року» і «Продюсер року» (2014 рік) — за церемонію відкриття і закриття Олімпійських ігор в Сочі[124]

## Фільмографія

### Продюсер
- Довлатов (2018)
- Сплячі 2 (серіал) (2018)
- Троцький (серіал) (2017)
- Наліт (серіал) (2017)
- Мата Харі (серіал) (2017)
- Вікінг (2016)
- Вийти заміж за Пушкіна (серіал) (2016)
- Таємнича пристрасть (серіал) (2016)
- Шакал (серіал) (2016)
- Салам Масква (серіал) (2016)
- Сарана (2015)
- Метод (серіал) (2015)
- Павук (серіал) (2015)
- Кат (серіал) (2015)
- Купрін (серіал) (2014 року)
- Ку! Кін-дза-дза (2013)
- Мосгаз (серіал) (2012)
- Втеча 2 (серіал) (2012)
- Короткий курс щасливого життя (серіал) (2011)
- Висоцький. Спасибі, що живий (2011)
- Група щастя (серіал) (2011)
- Діаманти. Крадіжка (2010)
- Чужа (2010)
- Голоси (серіал) (2010)
- Гаражі (серіал) (2010)
- Втеча (серіал) (2010)
- Край (2010)
- Зворикін-Муромець (ТБ) (2010)
- Велика війна (серіал) (2010)
- Школа (2010)
- Спроба Віри (ТБ) (2010)
- Анна Кареніна (2009)
- Мульт особистості (телепрограма) (2009)
- Про Федота-стрільця, удалого молодця (2008)
- Ленінград (2007)
- На шляху. Будинок надії (серіал) (2007)
- Іронія долі. Продовження (2007)
- На шляху до серця (серіал) (2007)
- Диверсант 2: Кінець війни (серіал) (2007)
- Турецький гамбіт (серіал) (2006)
- Тихий Дон (ТБ) (2006)
- Грозові ворота (ТБ) (2006)
- Моя любов (2006)
- Денна Варта (2006)
- Полювання на ізюбра (серіал) (2005)
- Єсенін (серіал) (2005)
- Зірка епохи (серіал) (2005)
- Загибель імперії (серіал) (2005)
- Брежнєв (ТБ) (2005)
- Втрачене сонце (серіал) (2005)
- Турецький гамбіт (2005)
- Казароза (2005)
- Вузький міст (ТБ) (2004)
- Диверсант (2004)
- Нічний дозор (2004)
- Прикордонний блюз (2004)
- 72 метри (2004)
- Слідство ведуть ЗнаТоКи. Пуд золота (серіал) (2002)
- Інше життя (2003)
- Ділянка (2003)
- Росіяни в місті ангелів (серіал) (2003)
- Азазель (ТБ) (2002)
- Спецназ (2002—2003)
- Фабрика зірок (телепрограма) (2002—2012)
- Займемося любов'ю (2002)
- Слідство ведуть ЗнаТоКи. Третейський суддя (ТБ) (2002)
- Льодовиковий період (2002)
- Паризький антиквар (міні-серіал) (2001)
- П'ятий кут (серіал) (2001)
- Підозра (міні-серіал) (2001)
- Вбивча сила (всі сезони) (2000—2005)
- Спогади про Шерлока Холмса (серіал) (2000)
- Особливості національного полювання в зимовий період (2000)
- Кордон. Тайговий роман (серіал) (2000)
- Імперія під ударом (серіал) (2000)
- Мама (1999)
- Зал очікування (1998)
- Блокпост (1998)
- Старі пісні про головне 3 (ТБ) (1998)
- Старі пісні про головне 2 (ТБ) (1997)
- Старі пісні про головне (ТБ) (1996)

### Сценарист
- Іронія долі. Продовження (2007)
- Старі пісні про головне 3 (ТБ) (1998)
- Старі пісні про головне 2 (ТБ) (1997)
- Старі пісні про головне (ТБ) (1996)[125]